# Відкрите відображення
Відкрите відображення — відображення одного топологічного простору на інший, при якому образ будь-якої відкритої множини є відкритою множиною. У загальній топології відкрите відображення застосовуються при класифікації просторів. 

## Означення
Відображення {\displaystyle f} з топологічного простору {\displaystyle X} у топологічний простір {\displaystyle Y} називається відкритим, якщо образ {\displaystyle f(U)} будь-якої відкритої підмножини {\displaystyle U} з {\displaystyle X} є відкритою підмножиною у просторі {\displaystyle Y}.
Пов'язаним є поняття відносно відкритого відображення, яке іноді теж називають просто відкритими відображеннями. Відображення {\displaystyle f} з топологічного простору {\displaystyle X} у топологічний простір {\displaystyle Y} називається відносно відкритим, якщо образ {\displaystyle f(U)} будь-якої відкритої підмножини {\displaystyle U} з {\displaystyle X} є відкритою підмножиною у образі всього простору {\displaystyle f(X)}. 
Очевидно, що відкрите відображення є відносно відкритою але не навпаки. Відображення є відкритим тоді і тільки тоді коли воно є відносно відкритим і {\displaystyle f(X)} є відкритою підмножиною у просторі {\displaystyle Y}.

## Властивості
- Неперервне відображення є гомеоморфізмом тоді і тільки тоді коли воно є відкритим.
- Композиція відкритих відображень є відкритим відображенням.
- Відображення {\displaystyle f\colon \,X\to Y} є відкритим тоді і тільки тоді, коли для кожної точки {\displaystyle x\in X} і кожного околу {\displaystyle U} точки {\displaystyle x} в {\displaystyle X} образ відображення {\displaystyle f(U)} є околом точки {\displaystyle f(x)} у просторі {\displaystyle Y}.
- Відображення є відкритим тоді і тільки тоді коли {\displaystyle f(A^{\circ })\subseteq f(A)^{\circ }.}
- Категорна сума і добуток відкритих відображень є відкритими відображеннями.
- Образом простору, що задовольняє другу аксіому зліченності при відкритому неперервному сюр'єктивному відображенні є простір, що теж задовольняє другу аксіому зліченності.
- Образами метричних просторів при неперервних відкритих відображеннях є простори з першою аксіомою зліченності і тільки вони.
- Метризовний простір, що є образом повного метричного простору при неперервному відкритому відображенні, є метризовним повною метрикою.
- Якщо паракомпактний простір є образом повного метричного простору при неперервному відкритому відображенні, то він є метризовним.
- При неперервному відкритому відображенні компактного простору, якщо прообраз довільної точки образу є зліченним, розмірність образу відображення не перевищує розмірності простору. Натомість кожен компакт є образом деякого одновимірного компакта при неперервному відкритому відображенні з нульвимірними прообразами точок. Тривимірний куб можна неперервно і відкрито відобразити на куб будь-якої більшої розмірності.

## Приклади
- Якщо топологічний простір {\displaystyle Y} є дискретним, то будь-яке відображення топологічних просторів {\displaystyle f:X\to Y} є відкритим.
- Проєкція добутку топологічних просторів на множники є відкритими відображеннями.
- Функція {\displaystyle f(x)=x^{2}} на дійсній прямій зі стандартною топологією є неперервною й замкнутою, але не є відкритою. Натомість вона є відносно відкритою.
- Прикладом неперервного відображення, що не є відносно відкритим є відображення, що для деякого ірраціонального числа {\displaystyle \alpha } задається як {\displaystyle f(x)=(e^{2\pi ix},e^{\alpha 2\pi ix}).} Його можна розглядати як відображення {\displaystyle f\colon \mathbb {R} \to S^{1}\times S^{1}}. Образ відображення при цьому не є відкритою підмножиною у {\displaystyle S^{1}\times S^{1}}.
- Поставимо у відповідність кожній точці одиничного кола її кутовий коефіцієнт. Задане таким чином відображення {\displaystyle S^{1}\to (0,2\pi ]} є замкнутим, відкритим бієктивним відображенням, яке не є неперервним. Іншим прикладом замкнутого й відкритого відображення, що не є неперервним, є ціла частина числа, як відображення з множини дійсних чисел зі стандартною топологією на множину цілих чисел із дискретною топологією.
- У функціональному аналізі неперервний сюр'єктивний лінійний оператор між просторами Банаха є неперервним відображенням.
- У комплексному аналізі, згідно  принципу збереження області голоморфна функція на зв'язаній відкритій підмножині комплексної площини (чи, більш загально, скінченновимірного комплексного векторного простору) є відкритим відображенням.
- В диференціальній геометрії згідно теореми про обернене відображення, що неперервно диференційовна функція між евклідовими просторами, матриця Якобі якої є невиродженою в даній точці, є відкритим відображенням в деякому околі цієї точки. Узагальнено: якщо відображення {\displaystyle f:U\to V} між диференційовними многовидами є субмерсією, тобто диференціал {\displaystyle \operatorname {d} f(x)} є сюр'єктивним у кожній точці {\displaystyle x\in U}, то {\displaystyle f} є відкритим відображенням.
- Неперервне й локально ін'єктивне відображення між двома n-вимірними топологічними многовидами є відкритим.
- Проєкції у локально тривіальних розшаруваннях і накриття завжди є відкритими відображеннями.
- Відповідно до теореми про інваріантність відкритих множин у евклідовому просторі {\displaystyle \mathbb {R} ^{n}\;(n\in \mathbb {N} )} для кожної відкритої підмножини {\displaystyle U\subseteq \mathbb {R} ^{n}} та кожного ін'єктивного неперервного відображення {\displaystyle f\colon U\to \mathbb {R} ^{n}} образ відображення {\displaystyle f(U)\subseteq \mathbb {R} ^{n}} є відкритою підмножиною {\displaystyle \mathbb {R} ^{n}}, а {\displaystyle f} є гомеоморфізмом між {\displaystyle U} і {\displaystyle f(U),} зокрема відкритим відображенням.
- Якщо G є топологічною групою і H її підгрупою то відображення на факторпростір {\displaystyle f:G\to G/H} є відкритим.